# Dekanawida
Dekanawida of Deganawidah was een profeet en spiritueel leider die aan het eind van de 14e eeuw vijf Haudenosaunee-volken (Irokezen) in de huidige Amerikaanse staat New York tot eenheid bracht. Dekanawida, een geboren Wendat, was geadopteerd door de Haudenosaunee. Hij wordt "'De Grote Vredesstichter" genoemd door de Haudenosaunee, die uit respect voor zijn heldenstatus zijn naam alleen bij speciale gelegenheden uitspreken.
Dekanawida bracht de Haudenosaunee een boodschap van kracht en vrede van 'het opperhoofd van de hemelgoden'. Nadat hij verschillende Irokese volkeren uit het gebied had bezocht en overtuigd, wees hij Onondaga-opperhoofd Hiawatha aan om de eerste voorzitter te worden van de stamhoofdenraad van de Vijf Naties. De belofte werd bezegeld met wampum.